# Ophiomyia fasciculata
Ophiomyia fasciculata este o specie de muște din genul Ophiomyia, familia Agromyzidae, descrisă de Malloch în anul 1934. Conform Catalogue of Life specia Ophiomyia fasciculata nu are subspecii cunoscute.